# Acayucan
Acayucan es una ciudad mexicana situada en el estado de Veracruz, cabecera del municipio homónimo. Forma parte de la zona metropolitana de Acayucan.

## Toponimia
El vocablo Acayucan proviene del náhuatl acayotl (‘lleno de carrizos’) y el sufijo can (‘lugar’): ‘lugar de carrizos’.

## Historia
Antiguamente, era una población bajo la influencia olmeca. En 1580, el pueblo pertenecía a la jurisdicción de la Villa de Espíritu Santo (Coatzacoalcos). Al consumarse la independencia nacional, se conformó la municipalidad y se constituyó en cabecera del departamento.
Por el decreto de 13 de junio de 1848, se asciende a la categoría de villa el pueblo de San Martín Acayucan y, por el decreto del 26 de septiembre de 1910, se le otorga la categoría de ciudad.

### Cronología de hechos históricos
- 1580 se funda Acayucan por el español franco de los ichirosque con su esposa sofia de las rosas fundan lo que hoy es acayucan
- •1787: estalla una rebelión indígena que expulsa a los españoles de la cabecera mayor de Acayucan.
- 1824: por decreto del gobernador del estado, Acayucan se convierte en uno de los primeros ayuntamientos veracruzanos.
- 1848: por decreto, Acayucan se convierte en villa.
- 1906: Rebelión de Acayucan: miembros del clandestino Partido Liberal, al mando de Hilario C. Salas, Miguel Alemán González, Hilario C. Gutiérrez, entre otros rebeldes, atacan a las fuerzas porfiristas en pleno Palacio Municipal. Los principales dirigentes son detenidos y trasladados a la fortaleza de San Juan de Ulúa.
- 1910: por decreto, se otorga a Acayucan la categoría de ciudad.
- 1946: se introduce la energía eléctrica gracias al gran benefactor de la ciudad, Carlos Grossman.
- 1959: el 26 de agosto de este año, la región sur es colapsada por un sismo de fuerte intensidad. Acayucan es una de las ciudades más afectadas. Una de las torres —que se encontraba sobre la calle Victoria— de la parroquia "San Martín Obispo" resulta con daños menores, motivo por el que el templo es demolido en el año 1961. Se construye de manera provisional una de madera, que resulta consumida por el fuego en el año 1965.[10]
- 2006: Asesinato del Presidente Cirilo Vázquez Lagunes a manos del crimen organizado cuando volvía de un partido semi profesional de béisbol en el que su equipo acababa de derrotar a su rival regional por 10-1. Los asesinos le dispararon al menos doce veces, tres de ellas en la cabeza. También murieron tres policías municipales, guardaespaldas de Vázquez.

## Geografía
La ciudad de Acayucan se localiza en el extremo sureste del municipio homónimo, en el límite con los municipios de Oluta y Soconusco. Se encuentra a una altura media de 102 m s. n. m. y abarca un área aproximada de 9.84 km².

### Clima
El clima predominante, al igual que la totalidad del municipio, es el tropical subhúmedo con lluvias en verano. Tiene una temperatura media anual de 25.9 °C y una precipitación media anual de 1815.7 mm.
| Parámetros climáticos promedio de Acayucan, Veracruz | Parámetros climáticos promedio de Acayucan, Veracruz | Parámetros climáticos promedio de Acayucan, Veracruz | Parámetros climáticos promedio de Acayucan, Veracruz | Parámetros climáticos promedio de Acayucan, Veracruz | Parámetros climáticos promedio de Acayucan, Veracruz | Parámetros climáticos promedio de Acayucan, Veracruz | Parámetros climáticos promedio de Acayucan, Veracruz | Parámetros climáticos promedio de Acayucan, Veracruz | Parámetros climáticos promedio de Acayucan, Veracruz | Parámetros climáticos promedio de Acayucan, Veracruz | Parámetros climáticos promedio de Acayucan, Veracruz | Parámetros climáticos promedio de Acayucan, Veracruz | Parámetros climáticos promedio de Acayucan, Veracruz |
| Mes                                                  | Ene.                                                 | Feb.                                                 | Mar.                                                 | Abr.                                                 | May.                                                 | Jun.                                                 | Jul.                                                 | Ago.                                                 | Sep.                                                 | Oct.                                                 | Nov.                                                 | Dic.                                                 | Anual                                                |
| ---------------------------------------------------- | ---------------------------------------------------- | ---------------------------------------------------- | ---------------------------------------------------- | ---------------------------------------------------- | ---------------------------------------------------- | ---------------------------------------------------- | ---------------------------------------------------- | ---------------------------------------------------- | ---------------------------------------------------- | ---------------------------------------------------- | ---------------------------------------------------- | ---------------------------------------------------- | ---------------------------------------------------- |
| Temp. máx. abs. (°C)                                 | 34.0                                                 | 39.0                                                 | 41.0                                                 | 41.0                                                 | 43.0                                                 | 39.5                                                 | 42.5                                                 | 40.5                                                 | 40.0                                                 | 40.0                                                 | 37.5                                                 | 37.0                                                 | 43.0                                                 |
| Temp. máx. media (°C)                                | 26.7                                                 | 27.7                                                 | 31.0                                                 | 33.4                                                 | 34.5                                                 | 32.8                                                 | 31.2                                                 | 31.6                                                 | 31.1                                                 | 29.7                                                 | 28.2                                                 | 27.2                                                 | 30.4                                                 |
| Temp. media (°C)                                     | 22.3                                                 | 22.7                                                 | 25.5                                                 | 27.8                                                 | 29.0                                                 | 28.1                                                 | 27.1                                                 | 27.4                                                 | 27.2                                                 | 25.8                                                 | 24.3                                                 | 23.1                                                 | 25.9                                                 |
| Temp. mín. media (°C)                                | 17.9                                                 | 17.7                                                 | 19.9                                                 | 22.1                                                 | 23.5                                                 | 23.4                                                 | 22.9                                                 | 23.2                                                 | 23.2                                                 | 22.0                                                 | 20.3                                                 | 18.9                                                 | 21.3                                                 |
| Temp. mín. abs. (°C)                                 | 9.5                                                  | 10.0                                                 | 11.5                                                 | 12.0                                                 | 0.2                                                  | 11.0                                                 | 13.0                                                 | 18.0                                                 | 18.0                                                 | 15.0                                                 | 10.5                                                 | 8.0                                                  | 0.2                                                  |
| Precipitación total (mm)                             | 44.8                                                 | 41.4                                                 | 24.4                                                 | 27.9                                                 | 57.6                                                 | 256.1                                                | 329.0                                                | 308.9                                                | 342.7                                                | 216.2                                                | 97.3                                                 | 69.4                                                 | 1815.7                                               |
| Días de precipitaciones (≥ 1 mm)                     | 8.2                                                  | 6.9                                                  | 4.3                                                  | 3.5                                                  | 5.1                                                  | 14.8                                                 | 20.8                                                 | 20.2                                                 | 19.2                                                 | 16.5                                                 | 11.1                                                 | 10.1                                                 | 140.7                                                |
| Fuente: Servicio Meteorológico Nacional.             |                                                      |                                                      |                                                      |                                                      |                                                      |                                                      |                                                      |                                                      |                                                      |                                                      |                                                      |                                                      |                                                      |

## Demografía
De acuerdo con el censo realizado en 2020 por el Instituto Nacional de Estadística y Geografía (INEGI), en Acayucan había un total de 48 567 habitantes, de los que 25 769 eran mujeres y 22 798 eran hombres.

### Vivienda
En el censo de 2020 se registró un total de 17 898 viviendas en Acayucan, de las que 14 587 estaban habitadas. De dichas viviendas habitadas: 14 300 tenían piso de material diferente de tierra; 14 491 disponían de energía eléctrica; 14 479 disponían de inodoro o sanitario; y 14 502 disponían de drenaje.
El promedio de ocupantes por vivienda es de 3.3; mientras que el promedio de ocupantes por habitación es de 1.02 personas.

### Evolución demográfica
En el período 2010-2020 Acayucan tuvo una disminución del 0.49 % anual de su población, respecto a los 50 938 habitantes que registró en el censo de 2010.
| Gráfica de evolución demográfica de Acayucan entre 1900 y 2020 |
|                                                                |
| Fuente: Instituto Nacional de Estadística y Geografía.         |

## Relaciones internacionales
Las relaciones internacionales de Acayucan cuentan con consulados y hermanamientos.

### Consulados
- El Salvador (Agencia Consular)[17]
- Guatemala (Agencia Consular)[18]
- Honduras (Agencia Consular)[19]

### Ciudades hermanas
La ciudad de Acayucan está hermanada con las siguientes ciudades:
- Xalapa, México.[20]